# Selago exigua
Selago exigua är en flenörtsväxtart som beskrevs av O.M. Hilliard. Selago exigua ingår i släktet Selago och familjen flenörtsväxter. Inga underarter finns listade i Catalogue of Life.